# May December
May December is een Amerikaanse romantische dramafilm uit 2023, geregisseerd door Todd Haynes.

## Verhaal
De actrice Elizabeth Berry (Natalie Portman) reist naar Savannah in Georgia om het leven te bestuderen van Gracie Atherton-Yoo (Julianne Moore) wier personage ze in een film gaat spelen, twintig jaar nadat haar beruchte romance met een minderjarige, breed uitgemeten in de tabloids, het land in zijn greep had.

## Rolverdeling
| Acteur          | Personage            |
| --------------- | -------------------- |
| Natalie Portman | Elizabeth Berry      |
| Julianne Moore  | Gracie Atherton-Yoo  |
| Charles Melton  | Joe Yoo              |
| Piper Curda     | Honor Atherton-Yoo   |
| Elizabeth Yu    | Mary Atherton-Yoo    |
| Gabriel Chung   | Charlie Atherton-Yoo |

## Productie
In juni 2021 werd aangekondigd dat Natalie Portman en Julianne Moore voor de film waren gecast en in september 2022 werd aangekondigd dat Charles Melton aan de cast was toegevoegd. De filmopnames vonden plaats in Savannah (Georgia) en werden afgerond in november 2022. Edward Lachman zou aanvankelijk als cameraman dienen, maar werd vervangen door Christopher Blauvelt vanwege een heupblessure van Lachman.
In januari 2023 werd aangekondigd dat Piper Curda, Elizabeth Yu en Gabriel Chung zich bij de cast van de film hadden gevoegd.

## Release en ontvangst
May December ging op 20 mei 2023 in première in de officiële competitie van het Filmfestival van Cannes. De film kreeg overwegend positieve kritieken van de filmcritici, met een score van 91% op Rotten Tomatoes, gebaseerd op 324 beoordelingen.

## Prijzen en nominaties
De belangrijkste:
| Jaar | Prijs                          | Categorie                                      | Genomineerde(n)                 | Uitslag     |
| ---- | ------------------------------ | ---------------------------------------------- | ------------------------------- | ----------- |
| 2024 | Film Independent Spirit Awards | Beste film                                     | Beste film                      | Genomineerd |
| 2024 | Film Independent Spirit Awards | Beste regisseur                                | Todd Haynes                     | Genomineerd |
| 2024 | Film Independent Spirit Awards | Beste eerste script                            | Samy Burch en Alex Mechanik     | Gewonnen    |
| 2024 | Film Independent Spirit Awards | Beste hoofdrol                                 | Natalie Portman                 | Genomineerd |
| 2024 | Film Independent Spirit Awards | Beste bijrol                                   | Charles Melton                  | Genomineerd |
| 2024 | Golden Globes                  | Beste film – musical of komedie                | Beste film – musical of komedie | Genomineerd |
| 2024 | Golden Globes                  | Beste actrice in een film – musical of komedie | Natalie Portman                 | Genomineerd |
| 2024 | Golden Globes                  | Beste mannelijke bijrol in een film            | Charles Melton                  | Genomineerd |
| 2024 | Golden Globes                  | Beste vrouwelijke bijrol in een film           | Julianne Moore                  | Genomineerd |
| 2024 | Critics Choice Awards          | Beste mannelijke bijrol                        | Charles Melton                  | Genomineerd |
| 2024 | Critics Choice Awards          | Beste vrouwelijke bijrol                       | Julianne Moore                  | Genomineerd |
| 2024 | Critics Choice Awards          | Beste originele scenario                       | Samy Burch                      | Genomineerd |
| 2024 | Satellite Awards               | Beste dramafilm                                | Beste dramafilm                 | Genomineerd |
| 2024 | Satellite Awards               | Beste actrice in een dramafilm                 | Natalie Portman                 | Genomineerd |
| 2024 | Satellite Awards               | Beste acteur in een bijrol                     | Charles Melton                  | Genomineerd |
| 2024 | Satellite Awards               | Beste actrice in een bijrol                    | Julianne Moore                  | Genomineerd |
| 2024 | Satellite Awards               | Beste origineel script                         | Samy Burch                      | Genomineerd |
| 2023 | Filmfestival van Cannes        | Gouden Palm                                    | Todd Haynes                     | Genomineerd |